# 佐藤敬一
佐藤敬一（日语：／ Satō Keiichi，1965年12月18日—），日本男性動畫導演、動畫師、機械設計師。Karasfilms株式會社董事、導演，同時擔任Yostar Pictures製作顧問。
本名相同，別名。出身於香川縣。

## 來歷、人物
學生時代立志向要當音樂錄影帶導演，但又對漫才Boom的娛樂產生興趣卻進入了搞笑演藝界。
後來，佐藤透過學生時代留下朋友寫信的提醒，而找回當初追求的人生目標，開始對自己的將來陷入了不安。
幸好在友人的介紹之下，佐藤前往東京的電視台上班。從1980年代中期開始，他負責過綜藝節目的美術工作人員和動畫師的工作。在這期間，由於跟同樣居住於東京的動畫師湖川友謙相遇認識，因此開始參加動畫工作，並多次前往拜訪湖川上班的動畫工作室。
1990年代以後，佐藤廣泛參加電視廣告的相關工作。2000年代以後也開始積極參加特攝片的製作，以人物設計師一職負責過《百獸戰隊牙吠連者》、《忍風戰隊破裏劍者》、《爆龍戰隊暴連者》、《超人力霸王馬克斯》及《非公認戰隊秋葉原連者》等作品。而佐藤他從《百獸戰隊牙吠連者》開始會參加特攝片製作的原因，是因為受到曾經一起參加動畫《The Big O》負責編劇的劇作家赤星政尚的介紹下才開始參加的，而佐藤他參加特攝片的初期主要為主角一方等正派角色進行設計。
2005年發行的OVA動畫《鴉 -KARAS-》是佐藤第一次擔任導演的作品。
2016年擔任Short Shorts Film Festival & Asia的審査員。
2021年就任Yostar Pictures的製作顧問，以及原製IP部門的負責人。

## 主要參加作品

### 電視動畫
- 蓋特機器人號（1991年－1992年，作畫監督）
- 魔法公主 Minky Momo 擁抱夢想（日语：魔法のプリンセス ミンキーモモ）（1991年，作畫監督）
- 勇者鬥惡龍 達伊的大冒險 (1991年版)（1991年，作畫監督）
- 踢向明天（日语：あしたへフリーキック）（1992年，作畫監督）
- 宇宙騎士BLADE（1992年－1993年，作畫監督）※室井聖人名義。
- 黃金勇者（1995年，作畫監督）※佐藤敬一、室井聖人名義。
- 勇者指令（1996年－1997年，作畫監督）※室井聖人名義。
- 魔法提琴手（1996年－1997年，作畫監督）※室井聖人名義。
- 城市獵人：再見我的甜心（1997年，人物設定、總作畫監督）
- 青澀之戀（1998年，視覺導演）
- 城市獵人 緊急插播!? 惡徒冴羽獠的死期（1999年，人物設定）
- The Big O、The Big O Second Season（1999年－2000年、2002年－2003年，人物設定、機械設定、概念工作、監修）
- The Soul Taker ～魂狩～（日语：The Soul Taker 〜魂狩〜）（2001年，創造工作、OP導演）
- 小雙俠 (2008年版)（2008年－2009年，OP分鏡&演出&作畫監督）
- CRYSTAL BLAZE（日语：クリスタル ブレイズ）（2008年，OP分鏡&演出）
- TIGER & BUNNY（2011年，導演）
- C（2011年，觀念設計）
- 蟹江（日语：犬猫アワー_47都道府犬R%26にゃ〜めん#かにえ）（2014年，人物設定）
- 巴哈姆特之怒 GENESIS（2014年，導演、概念設計工作）
- 巴哈姆特之怒 VIRGIN SOUL（2017年，導演）
- Infini-T Force（2017年，英雄設計原案）
- 犬屋敷（2017年，總導演）
- 戰隊大失格（2024年，導演）

### OVA
- 黑色魔法M-66（日语：ブラックマジック M-66）（1987年，原畫）
- 魔獸戰線（日语：魔獣戦線）（1989年－1990年，作畫監督）
- 1加2等於樂園（日语：1加2等於樂園）（1990年，作畫監督）
- 一本包丁滿太郎（日语：一本包丁満太郎）（1991年，作畫監督）
- 超神傳說童子 放浪篇[注 2]（1993年－1995年，人物設定）
- 外道學園（日语：外道学園）[注 2]（1994年－1995年，人物設定）※佐藤敬一名義。
- 機械巨神 THE ANIMATION -地球靜止之日（1995年，作畫監督）
- 魔神凱撒（2001年，魔神凱撒設計）
- 鴉 -KARAS-（2005年－2007年，原作、導演）
- 魯邦三世 GREEN vs RED（日语：ルパン三世 GREEN vs RED）（2008年，機器人設計原案）
- 機動戰士鋼彈UC（2010年，作畫監督）
- 怪物王女（2010年－2011年，創造&機械設定）

### 電影動畫
- 劇場版 TIGER & BUNNY -The Beginning-（2012年，企劃協力）
- 阿修羅（2012年，導演）
- 聖鬥士星矢 Legend of Sanctuary（2014年，導演）
- GANTZ:O（2016年，總導演）

### 特攝影集
- 百獸戰隊牙吠連者（2001年－2002年，人物設定）
- 忍風戰隊破裏劍者（2002年－2003年，人物設定）
- 爆龍戰隊暴連者（2003年－2004年，人物設定）
- 超人力霸王馬克斯（2005年－2006年，人物設定）
- 超忍者隊閃電！（日语：超忍者隊イナズマ!）（2006年，人物設定）
- ULTRASEVEN X（2007年）
- 海賊戰隊豪快者（2011年－2012年，人物設定）
- 非公認戰隊秋葉原連者（2012年，人物設定）

### 真人電影
- 黑執事（2014年，導演[注 3]）

### 其它
- NTT 『GATCHAMAN』TVCF（導演、人物設定）
- 萬代南夢宮遊戲 任天堂DS機種遊戲『鋼彈的徽章』（遊戲封面插圖）
- 萬代影視 『機動戰士Z鋼彈 紀念盒裝版』（Blu-Ray）促銷用海報（設計）
- UFO假面超人（日语：UFO仮面ヤキソバン）（人物設定）
- K-1 非官方角色（人物設定）[7]
- 『零鴉-Raven- ～四國動亂篇～』（原作）[8]

## 腳註

## 外部連結
- 佐藤敬一的X（前Twitter） （日語）
- Karasfilms株式會社公式官網 （日語）
- Karasfilms株式會社的X（前Twitter） （日語）